# Bowie - The Video Collection
Bowie - The Video Collection è una raccolta di videoclip del cantautore britannico David Bowie, pubblicata nel 1993. 

## Tracce
1. Space Oddity
2. John I'm Only Dancing
3. The Jean Genie
4. Life on Mars?
5. Be My Wife
6. "Heroes"
7. Boys Keep Swinging
8. Look Back in Anger
9. D.J.
10. Ashes to Ashes
11. Fashion
12. Wild Is the Wind
13. Let's Dance
14. China Girl  (versione censurata)
15. Modern Love
16. Blue Jean (versione breve)
17. Loving the Alien (versione censurata)
18. Dancing in the Street
19. Absolute Beginners
20. Underground
21. As the World Falls Down
22. Day-In Day-Out (versione censurata)
23. Time Will Crawl
24. Never Let Me Down
25. Fame '90